# Neopopularismo
Neopopularismo ist eine Stilrichtung innerhalb der spanischen Poesie zu Beginn des 20. Jahrhunderts. Die Bezeichnung wurde von Federico Carlos Sainz de Robles eingeführt. Der Neopupularismo ist eine vor allem andalusische Erscheinung, die als Reaktion auf mehrere modernistische Strömungen entstanden ist. Die Neopopularisten waren von der elitären und universalistischen Attitüde des spanischen Modernismo ebenso abgestoßen wie von der Kargheit und Verschlossenheit der spanischen Avantgarde der Zeit, insbesondere seitens des sogenannten Ultraismo.
Die Hinwendung zu einer populäreren Poesie bedeutet keine Hinwendung zu einer in einem negativen Sinne „rustikalen“ rückwärtsgewandten Poesie. Der Neopopularismo beruht in Gegenteil auf der Wiederentdeckung moderner, dissonantischer Strukturen in alten, vor allem andalusischen Volksliedern. Literaturhistorisch stellt der Neopopularismo das in Spanien nicht unübliche Paradoxon einer 'progressiven Regression' dar, d. h. das Erkennen modernster Stilmittel in einer alten Tradition.
Zu den Stilmitteln des Neopopularismo gehören
- die Lakonik,
- die Suggestion,
- kühne – vor allem visuelle – Metaphern
- die Abkehr vom persönlichen Erleben,
- die Stilisierung auf das Ziel einer „emotionalen Richtigkeit“ (Lorca) hin,
- die Evokation mysteriöser Vorgänge.

Als Beispiel für Stilelemente des Neopopuralismo hier ein Schlaflied (nana) aus Andalusien:
¡Ay! No los quiero del campo
ni de la era
los quiero marineritos
que vayan y vuelvan.
¡Quítate de la esquiina
chiquillo loco!
que tu madre no quiere
ni yo tampoco.
¡Ay! Que mi niño currito
dormido se queda.
Ay! Nicht vom Lande mag ich sie,
noch von der Tenne,
Seeleute sollen es sein,
die kommen und gehen.
Weg von der Ecke,
du toller Lausbub!
deine Mutter wills nicht haben,
und ich auch nicht.
Ay! Und mein busperes Kindchen
schläft ja schon.
Juan Ramón Jiménez hat als erster moderne Elemente in der oral überlieferten Literatur entdeckt und genützt. Weitere frühe Autoren des Neopupularismo sind Antonio Machado und Miguel de Unamuno. Die eigentlichen Vollender dieser Stilrichtung sind jedoch Federico García Lorca (Romancero gitano, 1924–1927; Poema del cante jondo, 1921) und Rafael Alberti (Marinero en tierra, 1924). Aber auch Fernando Villalón und vor allem Gerardo Diego haben einen beachtlichen Teil ihrer Gedichte in neopopularistischem Stil verfasst. Einen letzten Höhepunkt hat der Neopopularismo bei Miguel Hernández gefunden (Cancionero y romancero de ausencias, 1938–1941).